# Transport for London

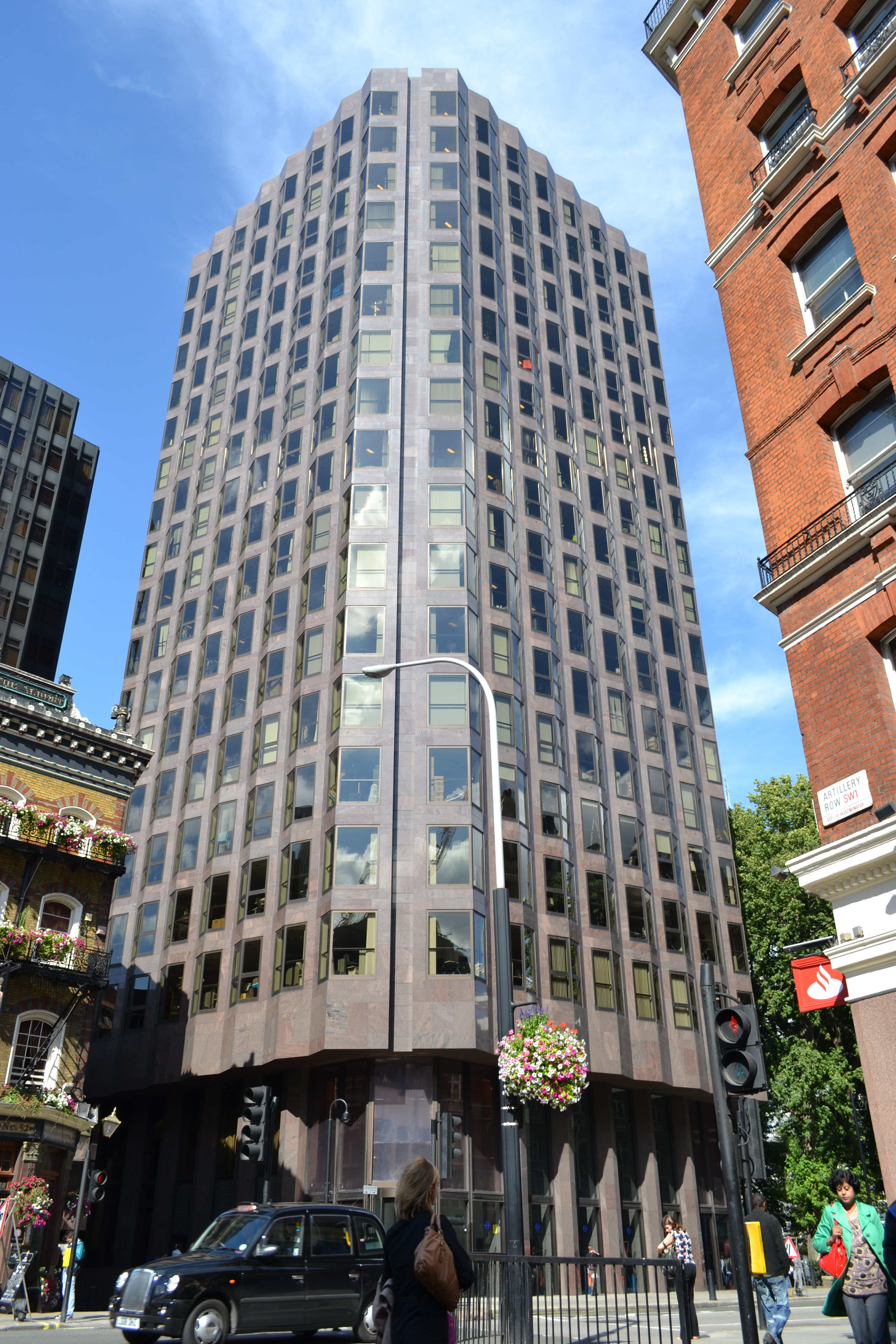
Siège administratif, Windsor House

Transport for London (TfL) est l'organisme public local responsable des transports en commun de la ville de Londres et du Grand Londres, au Royaume-Uni. Cet organisme assure l'implantation d'un plan des transports et l'établissement d'un service régulier à travers Londres. Son siège est situé dans la Windsor House dans la Cité de Westminster.

## Histoire
Le TfL remplace depuis l'an 2000 le London Regional Transport, duquel il hérite la majorité des fonctions et biens d'exploitation. Le métro de Londres est passé sous l'égide du TfL en 2003 seulement.
Le Public Carriage Office, qui faisait partie de la Police métropolitaine, ainsi que l'entretien des rues (Street Management) sont deux compétences qui furent déléguées au TfL en 2000.

## Administration
Le TfL est dirigé par un conseil d'administration, ses membres sont nommés par le maire de Londres, qui y siège également. L'adjoint aux transports de Londres préside ce conseil. Du 25 juin 2015 à septembre 2020, il s'agissait de Mike Brown.

## Organisation
Le TfL est organisé en trois branches, chacune ayant la responsabilité de différents aspects et mode de transport. Les trois principales branches sont :
- London Underground, responsable de la gestion du réseau de métro de Londres, communément  appelé the Tube. Ce réseau est sous-divisé en trois unités de prestation de services:
  - BCV : Lignes Bakerloo, Central et Victoria
  - JNP : Lignes Jubilee, Northern et Piccadilly
  - SSR (Sub Surface Railway) : Lignes Metropolitan, District, Circle, Hammersmith & City et Waterloo & City
  - TfL Rail

- London Rail, responsable de :
  - la coordination des opérateurs privés qui amènent le National Rail dans Londres.
  - London Overground, un réseau de trains urbains et de banlieue.
  - Docklands Light Railway, le réseau de métro léger automatique de l'est de la ville.
  - London Trams, qui s'occupe de la mise en place d'un réseau de tramway. Actuellement[Quand ?], un seul réseau (le Tramlink) est exploité dans le sud de l'agglomération.

- Transports dits « de surface » : 
  - le réseau de bus londoniens ;
  - les services spécialisés pour handicapés ;
  - la prise en charge du réseau de voies navigables (Tamise), des bandes cyclables et des espaces piétons ;
  - la gestion du trafic, planification, signalisation et sécurité routières ;
  - l’entretien de ses voies terrestres ; le péage urbain de Londres (Congestion Charge) ;
  - les taxis et autres véhicules de location ;
  - la Gare routière Victoria, qui accueille la plupart des autocars du réseau national et européen arrivant à Londres;
  - et le « Freight Unit » qui développe un programme pour le fret des transports de marchandises dans Londres.

## Tarifs
La plupart des modes de transport qui se trouvent sous le contrôle des transports de Londres ont leurs propres régimes en termes de tarifs et de billets.
Sur ces modes de régimes spécifiques est superposé le système de Travelcard, qui fournit des tickets de zone avec une validité comprise entre un jour et un an, avec des heures creuses, ainsi que la carte à puce Oyster card. Ce système est accepté sur la DLR, les bus, les lignes ferroviaires, les tramways et le métro fournissant une réduction sur plusieurs services.

## Planificateur d'itinéraire
Le TfL a développé un planificateur électronique d'itinéraire (Journey Planner), ce qui permet aux utilisateurs de se retrouver entre les différents moyens de transports de la capitale anglaise. Il est disponible sur le web, dans des kiosques internet ainsi que dans certains téléphones publics de Londres.

## Art On The Underground

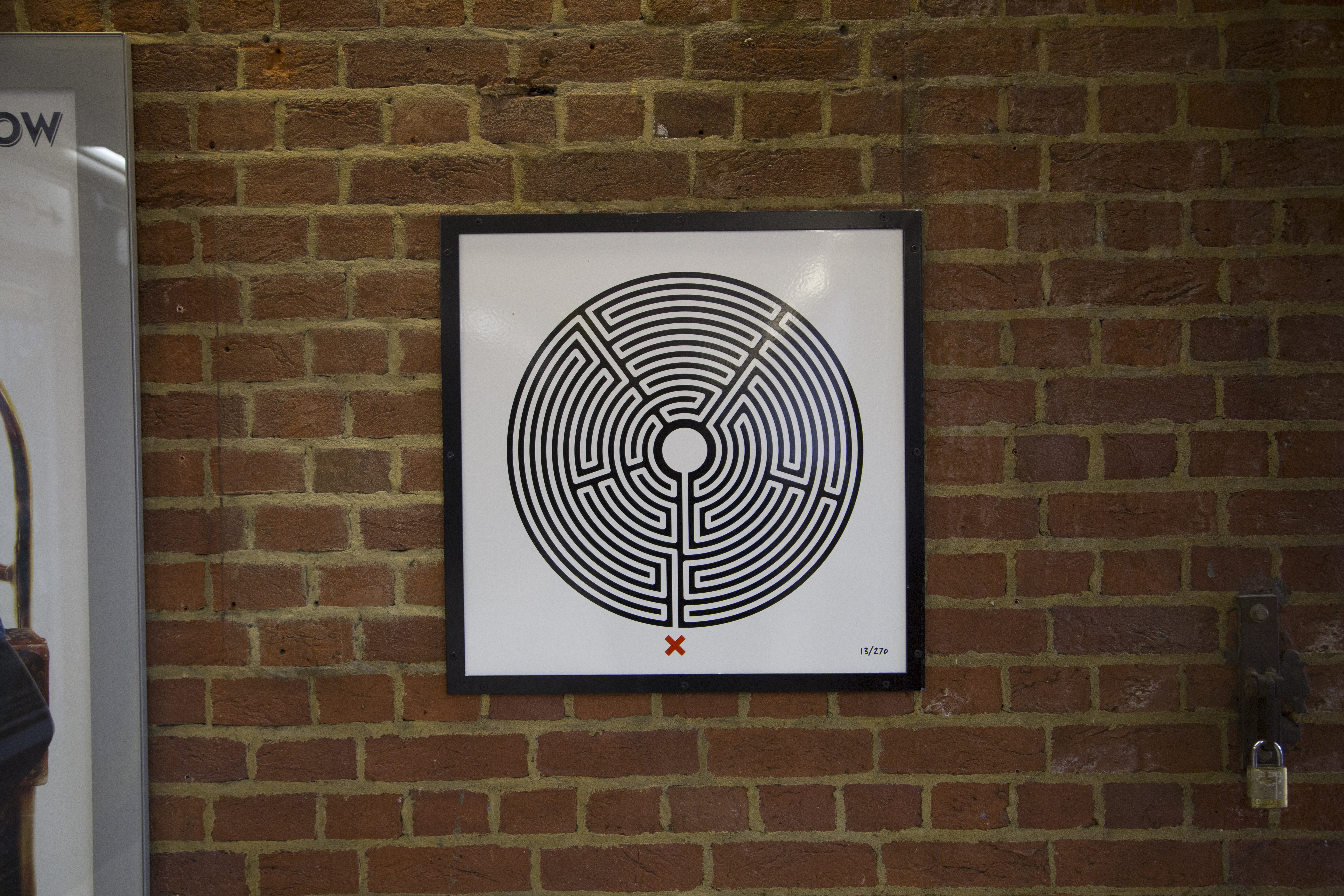
Le projet "Labyrinthe" de Mark Wallinger se trouve dans toutes les 270 stations de métro à Londres.

"Art on the Underground " est un pionnier dans la mise en place d'oeuvres d'art contemporaines dans les stations de métro à Londres, qui enrichissent quotidiennement le trajet de millions de personnes voyageurs.
Il existe, dans les stations de métro, de nombreuses expositions d'art et de musique.

## Musée du transport de Londres

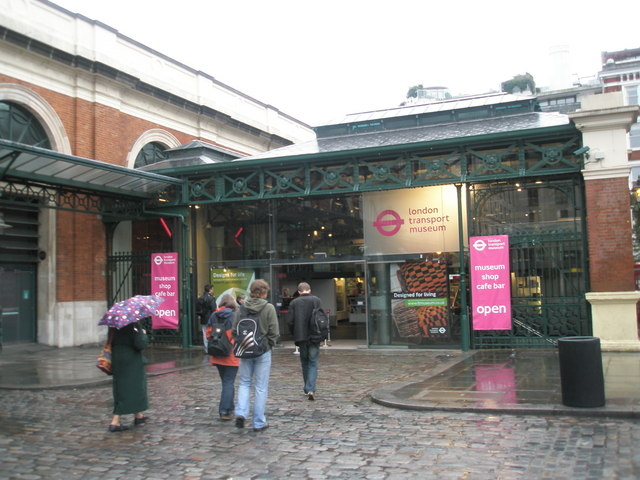
Transport for London, musée à Covent Garden

Le TfL est également gestionnaire et propriétaire du Musée du transport de Londres, situé à Covent Garden.

Le musée dispose également d'un dépôt situé à Acton, ce dernier ouvre ses portes de nombreux week-ends chaque année.